# Acleris rubivorella
Acleris rubivorella is een vlinder uit de familie bladrollers (Tortricidae). De wetenschappelijke naam is voor het eerst geldig gepubliceerd in 1962 door Filipjev.
De soort komt voor in Europa.